# Tích tụ ruộng đất
Tích tụ ruộng đất là việc người sử dụng đất gia tăng diện tích đất thuộc quyền sử dụng/quyền sở hữu của mình thông qua các hình thức mua đất, hoặc nhận góp vốn bằng quyền sử dụng/quyền sở hữu đất của những người khác. Việc tích tụ ruộng đất thường diễn ra trong ngành nông nghiệp.
Cần phân biệt rõ khái niệm "Tích tụ ruộng đất" với khái niệm khác là "Tập trung ruộng đất": Tập trung ruộng đất là việc tập hợp ruộng đất nông nghiệp thông qua hình thức liên kết, hợp tác, chuyển đổi hoặc cho thuê quyền sử dụng đất của người khác (tức là không làm thay đổi quyền sử dụng/quyền sở hữu đất). Còn "Tích tụ ruộng đất" thì sẽ làm thay đổi quyền sử dụng/quyền sở hữu đất từ người này sang người khác, tức là người này mua hẳn ruộng đất của người kia. Như vậy, hình thức "Tích tụ ruộng đất" có ưu điểm đối với cá nhân người mua đất vì họ có quyền sử dụng đất lâu dài, nhưng nhược điểm về mặt xã hội thì rất lớn vì nó khiến một số lượng lớn nông dân mất đất canh tác, tạo ra nguy cơ bất ổn xã hội

## Ưu điểm
Việc nhiều thửa ruộng nhỏ gộp lại thành một thửa ruộng lớn sẽ giúp việc áp dụng khoa học kỹ thuật vào canh tác nông nghiệp rất dễ dàng. Việc tập trung các mảnh ruộng cùng với quá trình cơ cấu lại ngành nông nghiệp sẽ thúc đẩy sản xuất nông nghiệp quy mô lớn, áp dụng các tiến bộ khoa học, kỹ thuật làm tăng năng suất, chất lượng nông sản.

## Rủi ro
Tích tụ ruộng đất nông nghiệp tiềm ẩn nhiều rủi ro với xã hội về mặt lâu dài, cụ thể:
- Dẫn tới phân hóa giàu nghèo lớn ở nông thôn: các cá nhân giỏi mưu mẹo, các doanh nghiệp có thể lợi dụng uy thế về tiền bạc và sự thiếu kiến thức của nông dân để thuyết phục, lừa gạt, thậm chí cấu kết với quan chức địa phương để ép buộc nông dân phải bán đất cho họ. Về lâu dài, việc tích tụ này tạo ra một giai cấp địa chủ, họ chiếm số lượng ít nhưng sở hữu phần lớn đất đai ở nông thôn. Còn đa số nông dân bị bần cùng hóa, không có ruộng đất và việc làm, phải chấp nhận làm tá điền và nộp tô cho địa chủ. Mức tô có thể lên tới 50 - 60% thu hoạch hàng năm, nên tá điền dù làm lụng chăm chỉ cũng chỉ đủ ăn, gặp lúc mất mùa thì có thể còn bị chết đói[4].
- Dẫn tới khủng hoảng chính trị và nội chiến: do nông dân bị bần cùng hóa, không còn đất đai để nuôi sống bản thân và gia đình như đã nêu trên, họ sẽ tập hợp nhau cùng nổi dậy chống chính quyền để tìm con đường sống. Sự bất bình đẳng kinh tế sẽ nhanh chóng trở thành bất ổn chính trị và nội chiến, dẫn tới hậu quả khủng khiếp[5].

Lịch sử đã cho thấy: Nếu nhà nước không tiến hành khống chế bằng hạn điền (diện tích ruộng tối đa mà 1 người được phép sở hữu), giai cấp địa chủ sẽ không ngừng gia tăng chiếm hữu ruộng đất, khiến cho phần lớn các hộ gia đình nông dân nhỏ lẻ bị phá sản, mất đi ruộng đất, phải trở thành tá điền hoặc dân tha hương, bị buộc phải chấp nhận những điều kiện hà khắc của địa chủ, chấp nhận mức nộp tô càng nặng nề hơn trước. Bởi thế, vào thời phong kiến, cứ sau chu kỳ 50-100 năm là tình trạng bần cùng hoá giai cấp nông dân lại trở nên phổ biến, đẩy họ vào hoàn cảnh đói rét vô cùng bi thảm, buộc phải vùng lên lật đổ triều đình.
Tại Anh quốc vào thế kỷ 15 đã bắt đầu "phong trào rào đất". Ban đầu, việc rào đất để chiếm dụng chỉ diễn ra rải rác, với mục đích chính là để ghép các dải đất lại với nhau cho tiện quản lý và phục vụ cho canh tác. Đến thế kỷ 17, các cuộc rào đất đã mang tính chất chiếm đoạt “cá lớn nuốt cá bé”, luật pháp đã bị lợi dụng để trở thành công cụ chiếm đoạt đất của nông dân. Giới địa chủ, thương gia, luật gia, quý tộc quây rào hàng loạt các khu đất tốt, chèn ép các hộ nông dân, khiến họ phá sản và phả bán lại khu đất canh tác của gia đình. Địa chủ Anh đã chiếm dụng ít nhất 44 triệu mẫu đất, trong đó đỉnh điểm là giai đoạn 1801-1831 với 27 triệu mẫu đất trưng thu. Karl Marx nhận xét: Phong trào rào đất ở Anh được tiến hành như một “tiến trình chinh phạt và cưỡng đoạt kéo dài”, kết quả là đã “xóa sổ giai cấp nông dân” và “thuộc địa đầu tiên của đế quốc Anh chính là đất nước Anh”. Các cuộc rào đất ở Anh đã bần cùng hóa hàng triệu nông dân, đẩy họ vào cảnh vô gia cư, phải rời bỏ quê hương lên thành phố kiếm sống hoặc phải di cư sang các thuộc địa Anh ở Bắc Mỹ để khai hoang miền đất mới (từ đó hình thành nên nước Mỹ và Canada sau này). 

Cách mạng Pháp, mở màn ngày 14 tháng 7 năm 1789

Còn tại Pháp cuối thế kỷ 18, giới quý tộc và tăng lữ chiếm hữu phần đất đai, còn đa số nông dân Pháp (chiếm 85% dân số) không có đất canh tác. Họ phải sống trong nghèo khổ, vừa phải chịu đựng sưu thuế nặng nề lại vừa phải lao động cưỡng bức và nộp địa tô cho địa chủ, nếu mất mùa thì có khi phải chịu cảnh cả nhà chết đói. Kết quả là người nông dân Pháp bị dồn đến chân tường, họ không còn con đường sống nào khác ngoài việc vùng lên lật đổ triều đình. Nỗi oán giận đối với tầng lớp địa chủ, quý tộc Pháp ngày càng tăng, cuối cùng đã dẫn tới cuộc Cách mạng Pháp năm 1789. Phần lớn nông dân Pháp đã ủng hộ cách mạng, họ vùng lên lật đổ Hoàng gia Pháp và tàn sát hàng loạt giới địa chủ quý tộc (kể cả vua Pháp cũng bị chém đầu) để mong giành lấy ruộng đất cho gia đình.
Trong lịch sử Trung Quốc diễn ra hàng loạt các cuộc khởi nghĩa nông dân để đòi ruộng đất như Khởi nghĩa Khăn Vàng, Khởi nghĩa Hoàng Sào, Khởi nghĩa Lý Tự Thành, Khởi nghĩa Thái Bình Thiên Quốc... đã khiến hàng triệu người chết, làm sụp đổ hàng loạt các triều đại lớn như nhà Hán, nhà Đường, nhà Minh, nhà Thanh. Tại Việt Nam cũng có những cuộc khởi nghĩa nông dân đòi ruộng đất làm rung chuyển cả đất nước, như khởi nghĩa Trần Cảo góp phần làm sụp đổ nhà Hậu Lê, Khởi nghĩa Nguyễn Hữu Cầu, khởi nghĩa Tây Sơn đánh đổ chúa Nguyễn...
Ví dụ như thời vua Càn Long (khoảng năm 1750), tình trạng địa chủ thôn tính ruộng đất cực kỳ nghiêm trọng, “trong 10 người thì 1-2 kẻ sở hữu đất đai, 3-4 người không có ruộng để cày, còn tá điền thì chiếm đến 4-5 người”. Một số lượng lớn nông dân không có đất nên bị ép phải rời bỏ quê hương, trở thành lưu dân, lưu lạc tha hương. Năm 1840, Tả Tông Đường đã đánh giá về tình hình kinh tế ở nông thôn Trung Quốc như sau: “Trong 10 người thì giàu có bất quá được 1-2 kẻ, còn lại đều lao động bần khổ, hoặc làm giấy, hoặc trồng khoai thay lương, năm được mùa còn phải mua ngũ cốc tiếp hoang, năm mất mùa lấy đâu ra no đủ?” Số lượng nông dân lưu lạc ngày càng tăng thì mâu thuẫn giai cấp xã hội ngày càng nghiêm trọng, nguy cơ kinh tế dẫn tới mâu thuẫn chính trị, xã hội ngày càng rối ren chính là điều kiện chín muồi cho các cuộc khởi nghĩa nông dân. Các tổ chức chống triều đình như Bạch Liên giáo, Thiên Địa hội, Niệm đảng, Bái Thượng đế giáo... đã thừa cơ mở rộng lực lượng, tuyên truyền kêu gọi nông dân tham gia đấu tranh lật đổ triều đình nhằm tìm con đường sống. "Gió tích đủ thì sẽ thành bão", một cuộc chiến loạn long trời lở đất cuối cùng đã nổ ra, đó là cuộc Khởi nghĩa Thái Bình Thiên Quốc lan rộng khắp 18 tỉnh, làm hơn 20 triệu người chết, đẩy nhà Thanh đến chỗ diệt vong.

## Tại Trung Quốc
Hiến pháp Cộng hòa Nhân dân Trung Hoa quy định đất đai thuộc sở hữu toàn dân, cá nhân chỉ có quyền sử dụng chứ không có quyền sở hữu đất (giống như Việt Nam). Năm 2007, Chính phủ Trung Quốc đã quyết định nâng hạn điền sử dụng đất lên 70 năm và cho phép người dân được cho thuê, cầm cố quyền sử dụng đất trên thị trường giao dịch ruộng đất (nhưng không cho phép mua bán quyền sử dụng đất), tức là cho phép "tập trung ruộng đất" chứ không cho phép "tích tụ ruộng đất". Trung Quốc khuyến khích hình thành các hiệp hội, phát triển mô hình sản xuất nông nghiệp tập trung mà không thay đổi chủ sở hữu đất: các Hiệp hội được hình thành trên cơ sở tự nguyện hợp tác giữa các hộ nông dân trong làng, người đứng đầu hiệp hội sẽ đứng ra thuê đất và kêu gọi người dân góp vốn để sản xuất quy mô lớn. Đây là chính sách rất đáng lưu ý đối với Việt Nam.

## Tại Việt Nam

### Thời Pháp thuộc

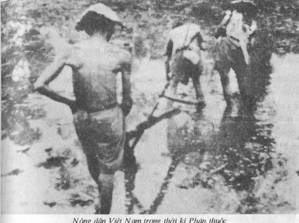
Nông dân nghèo thời Pháp thuộc: do không có ruộng đất nên họ phải "sống kiếp trâu ngựa", đem sức mình kéo cày thuê cho địa chủ

Tại Việt Nam thời Pháp thuộc, thực dân Pháp cho phép tích tụ ruộng đất tự do. Kết quả là bần nông, cố nông ngày càng khốn khó, còn địa chủ thì ngày càng mở rộng sự chiếm hữu đất đai. Đến đầu năm 1945, nông dân chiếm 95% dân số Việt Nam nhưng làm chủ không quá 30% diện tích ruộng đất. Riêng tầng lớp nông dân nghèo (không có hoặc chỉ có rất ít ruộng đất) chiếm 60% dân số nông thôn, nhưng chỉ có khoảng 10% ruộng đất. Còn giai cấp địa chủ Việt Nam, địa chủ thực dân Pháp, địa chủ Công giáo chiếm không tới 5% dân số nhưng chiếm hữu 70% ruộng đất. Tại Nam Kỳ thập niên 1930, giới địa chủ lớn chỉ gồm vài trăm người mà đã sở hữu 1.035.000 ha ruộng đất, điền chủ người Pháp chiếm 308.000 ha ruộng tốt, địa chủ nhỏ từ 10-50 ha chiếm 620.000 ha, trong khi toàn bộ 4 triệu nông dân tại Nam Kỳ chỉ có 500.000 ha ruộng đất.
Ngay từ cuối những năm 1920, Nguyễn Ái Quốc đã mô tả nông dân Việt Nam như sau: “Ruộng bị Tây chiếm hết, không đủ mà cày. Gạo bị nó chở hết, không đủ mà ăn. Làm nhiều, được ít, thuế nặng... Đến nỗi chết đói, hoặc bán vợ đợ con, hoặc đem thân làm nô lệ như những người nó chở đi Tân thế giới...” . 
Nông dân không có đất thường rơi vào tình trạng đói kém khi mất mùa hoặc gặp thiên tai, lũ lụt. Trong nạn đói năm Ất Dậu làm 2 triệu người chết, tỷ lệ chết đói cao nhất là những nông dân không có đất canh tác. Ông Phạm Công Báo, nhân chứng sống ở Giao Thủy, Nam Định năm 1945, kể lại: "Ở nhà thì đất của mình nhưng bước chân ra ngõ đã là đất của địa chủ, của nả bần nông nào có đáng gì?... Làng Hà Cát khi đó chết chừng ba bốn trăm người, đa phần là bần nông. Số sống sót là địa chủ, phú nông, trung nông hoặc một ít tá điền cấy rẽ, nộp tô.".

### Hiện nay
Sau khi kháng chiến chống Pháp thành công, Nhà nước Việt Nam Dân chủ Cộng hòa đã tiến hành cải cách ruộng đất vào giai đoạn 1953-1958, phân chia đất đai bình đẳng cho nông dân. Tuy nhiên từ những năm 2000 trở lại đây, do nhu cầu cải tiến và áp dụng khoa học công nghệ vào nông nghiệp, mô hình sản xuất hộ gia đình quy mô nhỏ không đáp ứng được nên vấn đề tích tụ, tập trung ruộng đất lại được đặt ra bàn luận.
Do những rủi ro quá lớn về chính trị - xã hội, việc tích tụ, tập trung ruộng đất là một vấn đề cần phải rất thận trọng. Nếu để cho việc tích tụ ruộng đất diễn ra tự do theo kiểu kinh tế thị trường thì tất yếu sẽ diễn ra hiện tượng “cá lớn nuốt cá bé": các doanh nghiệp với ưu thế về tiền bạc, nhân lực sẽ dần chèn ép các hộ nông dân nhỏ để buộc họ phải bán đi ruộng đất, từ đó hình thành một giai cấp “địa chủ mới" lũng đoạn phần lớn đất đai của quốc gia, hình thức bóc lột địa tô thông qua quan hệ địa chủ - tá điền sẽ lặp lại. Còn đa số nông dân thì sẽ bị ép phải bán đi mảnh đất của gia đình và bị bần cùng hoá, phải đi làm thuê cho địa chủ hoặc phải bỏ đi tha hương. Sự bất bình đẳng trong sở hữu ruộng đất sẽ khiến nông dân nghèo nảy sinh tâm lý bất mãn và thù hận địa chủ, tâm lý đó cứ tích tụ lại và khi lên tới đỉnh điểm, các vụ bạo loạn đòi phân chia lại ruộng đất sẽ bùng nổ giống như thời phong kiến và Pháp thuộc. Nếu tình trạng đó diễn ra thì mục tiêu công bằng xã hội sẽ không thể đạt được, thậm chí còn tạo ra nguy cơ bạo loạn lật đổ Chính phủ, gây nội chiến tàn phá đất nước.
Đất nông nghiệp được nông dân Việt Nam coi như “vật bảo hiểm gắn liền với gia tộc”, chỉ trừ một số ít trường hợp bị thu hồi đất do quy hoạch đô thị và khu công nghiệp, còn lại phần lớn nông dân vẫn muốn nắm giữ đất đai để đảm bảo sinh kế cho con cháu sau này. Sự bình quân về đất đai, chính sách đảm bảo “người cày có ruộng” và quan niệm "từng tấc đất đều là xương máu cha ông" đã gắn bó chặt chẽ với các hộ nông dân. Nếu việc tích tụ ruộng đất diễn ra thì có thể khiến phần lớn đất đai tập trung vào trong tay một số ít người, trong khi hàng triệu, hàng chục triệu nông dân Việt Nam không còn ruộng đất và trở thành thất nghiệp. Tại Việt Nam, mức độ công nghiệp hóa và đô thị hóa còn thấp nên không đủ khả năng giải quyết việc làm cho số lao động thất nghiệp này. Số lao động thất nghiệp lớn sẽ tạo ra nguy cơ làm bất ổn xã hội.
Việc đề xuất bãi bỏ hạn điền cũng tiềm ẩn nhiều rủi ro và tác động tiêu cực. Thứ nhất, sẽ có doanh nghiệp nỗ lực nhận quyền sử dụng đất để đầu cơ, bán lại dự án cho doanh nghiệp khác, khiến ruộng đất bị bỏ hoang ở quy mô lớn trong thời gian dài. Thứ hai, những người giàu có thể thành lập doanh nghiệp trá hình để mua đất nhằm tích trữ của cải một cách an toàn, tránh lạm phát và suy thoái kinh tế, khiến đất đai không được sử dụng hiệu quả, mà lại làm tái diễn chế độ địa chủ phát canh thu tô. Thứ ba, các nhóm cho vay nặng lãi sẽ hỗ trợ cho những người giàu tích tụ đất đai, trong khi nhiều hộ nghèo vì hoàn cảnh khó khăn phải bán đất, khi đó quá trình chiếm hữu ruộng đất sẽ không còn bị ngăn chặn bởi hạn điền, một người sẽ thâu tóm rất nhiều đất trong khi rất nhiều nông dân lại không có đất canh tác..
Ngay từ những năm 2000, khi việc tích tụ, tập trung ruộng đất nông nghiệp chưa được cho phép, đã có rất nhiều vụ việc nông dân khiếu kiện tập thể về việc thu hồi và đền bù đất nông nghiệp để xây khu công nghiệp một cách không thỏa đáng, khiến họ mất đi sinh kế từ ruộng đất. Do quy định pháp luật tại Việt Nam còn nhiều thiếu sót và thiếu sự minh bạch thông tin, một số địa phương đã nhân danh "phát triển công nghiệp" để thu hồi đất sai quy định, thậm chí cấu kết với doanh nghiệp để chèn ép người dân. Nhiều vụ việc đã diễn ra bạo động đổ máu như Vụ cưỡng chế đất ở Tiên Lãng năm 2010, Bắt giữ con tin tại Đồng Tâm năm 2017. Ngoài ra, cũng phải tính đến ảnh hưởng xấu từ "tư duy nhiệm kỳ" của lãnh đạo địa phương (lãnh đạo nhiệm kỳ trước không suy tính thận trọng mà muốn đẩy gánh nặng và rủi ro cho lãnh đạo nhiệm kỳ sau).
Theo ông Phan Chánh Dưỡng, giảng viên Chương trình Giảng dạy Kinh tế Fulbright, chính sách tích tụ đất đai gây ra rủi ro lớn là vì nó xâm phạm đến "không gian sinh tồn" của nông dân: "Chúng ta không thể lấy giá trị kinh tế để quét người nông dân ra khỏi miếng đất của mình. Vấn đề tích tụ, tập trung đất đai là một tờ giấy mà một mặt là vấn đề kinh tế, một mặt là nguy cơ xã hội. Trong đó, cái lợi của không gian sinh tồn được tính theo chuẩn khác chứ không phải bằng tiền". Ông Nguyễn Sỹ Dũng, nguyên Phó chủ nhiệm Văn phòng Quốc hội cho rằng: “Trong bối cảnh nợ công như hiện nay, nếu vỡ nợ, mà người nông dân không còn ruộng đất để bám víu thì bất ổn kinh tế sẽ nhanh chóng trở thành bất ổn chính trị, khủng khiếp”.
Trong một cuộc phỏng vấn, ông Nguyễn Sỹ Dũng, nguyên Phó chủ nhiệm Văn phòng Quốc hội cho rằng: việc tích tụ đất đai chỉ nên để diễn ra trùng nhịp với quá trình chuyển đổi lao động từ nông nghiệp sang công nghiệp - dịch vụ và đô thị hóa, tức là những người đã di cư từ nông thôn ra định cư ở thành thị, không còn quay về làm nông nữa thì có thể bán hoặc cho người khác thuê ruộng đất. Còn với trên 40% dân số Việt Nam vẫn đang tiếp tục làm nông nghiệp, tương đương 40 triệu nông dân vẫn đang sản xuất trên đồng ruộng thì tuyệt đối không thể trao quyền sở hữu đất của gia đình họ cho các doanh nghiệp, vì nguy cơ bất ổn chính trị sẽ rất lớn. Ông phát biểu:
Trở lại với Việt Nam, chúng ta gần với các nước theo mô hình dân chủ xã hội, nên công bằng rất được coi trọng. Mà đã coi trọng công bằng, thì nới rộng hạn điền hoặc bỏ hạn điền để tạo ra bất bình đẳng sẽ rất khó được chấp nhận.
Đó còn chưa kể là lo ngại về sự hình thành một tầng lớp “địa chủ mới” khi nút thắt hạn điền được mở. Đây là sự lo ngại mang tính bản năng của chế độ. Chúng ta đã làm cách mạng để đánh đổ giai cấp địa chủ, rồi sau hơn nửa thế kỷ lại tìm cách tích tụ đất đai để hình thành lên giai cấp “địa chủ mới” thì thật là quẩn quanh!
Việc tích tụ đất đai chắc chắn sẽ dẫn đến sự phân hóa giàu nghèo. Nhiều người nông dân mất ruộng đất chưa chắc đã có được những kỹ năng cần thiết để tìm kiếm công việc mới. Mà như vậy thì sự bần cùng hóa của nhiều nông dân là rủi ro hoàn toàn có thật... Nhu cầu phải tích tụ đất đai là một chuyện; cách thức tích tụ đất đai lại là một câu chuyện khác. Quan trọng là đất đai phải được tích tụ một cách tự nhiên và cùng nhịp với quá trình chuyển đổi của lao động nông thôn. Tích tụ đất đai bằng cách thu hồi của nông dân và giao lại cho doanh nghiệp thì đó sẽ là một thảm họa.
Vì vậy tại Việt Nam, có nhiều quan điểm cho rằng Nhà nước chỉ nên cho phép "Tập trung ruộng đất" (doanh nghiệp thuê đất, cùng hợp tác sản xuất với nông dân) chứ không nên cho phép "Tích tụ ruộng đất" (doanh nghiệp mua hẳn ruộng đất của nông dân). Bộ trưởng Bộ Tài nguyên và Môi trường Trần Hồng Hà cho rằng: dù chính sách thế nào thì cũng không nên cho phép chuyển quyền sử dụng đất, tức là phải bảo vệ quyền lợi của nông dân gắn với ruộng đất để nông dân có sinh kế lâu dài.
Theo Phó giáo sư Dương Văn Chín, Viện trưởng Viện Lúa đồng bằng sông Cửu Long cho rằng việc "Tập trung ruộng đất" cần xem xét ở ba hình thức: Thứ nhất, các hộ nông dân cùng cho 1 cá nhân/doanh nghiệp thuê quyền sử dụng đất để lập trang trại. Thứ hai là các hộ nông dân liên kết với doanh nghiệp hình thành nên chuỗi giá trị hàng nông sản, trong đó doanh nghiệp ký kết hợp đồng hỗ trợ kỹ thuật và bao tiêu sản phẩm với nông dân, còn nông dân vẫn là người sản xuất, 2 bên có lợi ích đồng thuận trên hợp đồng. Thứ ba là mô hình hợp tác xã kiểu mới, các thành viên cùng góp đất, vẫn giữ quyền sử dụng đất nhưng cần canh tác theo Luật Hợp tác xã và các quy định khác của pháp luật. Còn hình thức "Tích tụ ruộng đất" (cho phép nông dân bán hẳn ruộng đất cho người khác) thì cần tuyệt đối tránh, bởi lịch sử đã chứng minh hình thức này tiềm ẩn rất nhiều nguy cơ bất ổn xã hội về mặt lâu dài.